# Antonia Ramel
Antonia Henriette Amelie Ramel, född 2 juli 1985 i Gårdstånga, är en svensk dressyrryttare som tävlar för Flyinge hästsportklubb. Hon är äldre syster till Juliette Ramel. 

## Karriär
Ramel tävlade vid Europamästerskapen 2019 i Rotterdam där hon vann lagbrons med det svenska dressyrlaget. Vid olympiska sommarspelen 2020, som arrangerades 2021, var hon ursprungligen reserv men fick ersätta Patrik Kittel och hans häst Well Done de la Roche CMF efter att den skadat sig under en träning. Ramel slutade på 35:e plats med hästen Brother de Jeu i den individuella dressyren samt på sjätte plats tillsammans med Therese Nilshagen och Juliette Ramel i lagtävlingen i dressyr.